# شوما دوي
شوما دوي (باليابانية: 土居 聖真) (21 مايو 1992 في ياماغاتا في اليابان – )؛ هو لاعب كرة قدم ياباني سابق كان يلعب كلاعب وسط.

## وصلات خارجية
- شوما دوي على موقع الاتحاد الدولي (مؤرشف)  (الإنجليزية)
- شوما دوي على موقع رابطة كرة القدم اليابانية للمحترفين (اليابانية)
- شوما دوي على موقع إي إس بي إن إف سي (الإنجليزية)
- شوما دوي على موقع قاعدة بيانات كرة القدم.إي يو (الإنجليزية)
- شوما دوي على موقع ناشيونال فوتبول تيمز (الإنجليزية)
- شوما دوي على موقع Soccerbase.com (لاعب) (الإنجليزية)
- شوما دوي على موقع Soccerway.com (الإنجليزية)
- شوما دوي على موقع عالم كرة القدم.نت (الإنجليزية)
- شوما دوي على موقع كووورة
- شوما دوي على موقع AS.com (الإسبانية)